# Záhlaví stránky

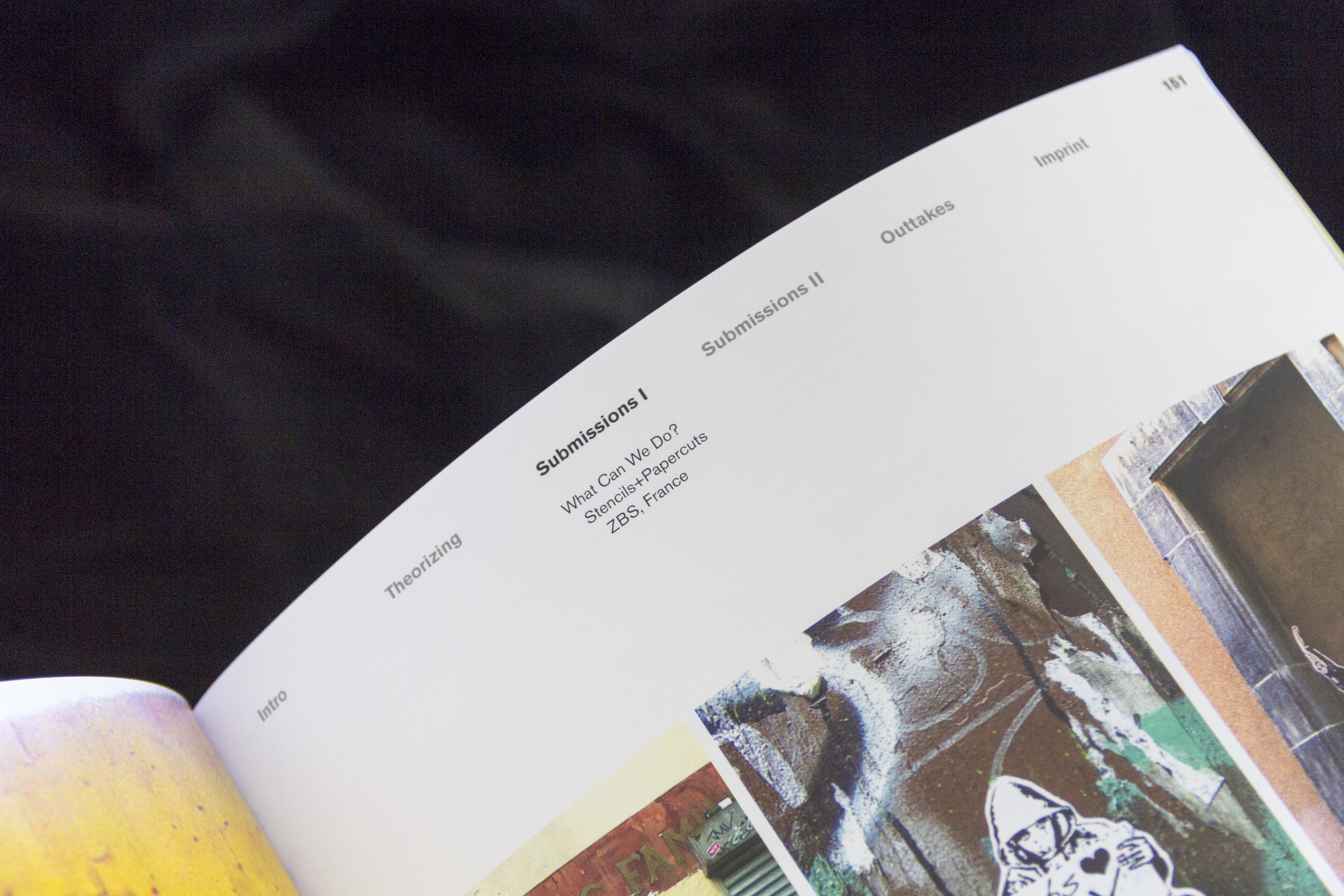
Živé záhlaví se zvýrazněným názvem aktuální kapitoly

Záhlaví je text, který je umístěn v horní části stránky a je vizuálně oddělen od vlastního obsahu. Tento knižní prvek najdeme především v knihách, katalozích, bulletinech, časopisech, novinách a dalších vícestranných publikacích a periodikách. Funkce záhlaví je především informativní, nejčastěji je nositelem jména autora, titulu publikace nebo označení konkrétní kapitoly či části knihy. Záhlaví také napomáhá orientaci v knize. V záhlaví se může objevit i paginace nebo jiná relevantní informace.

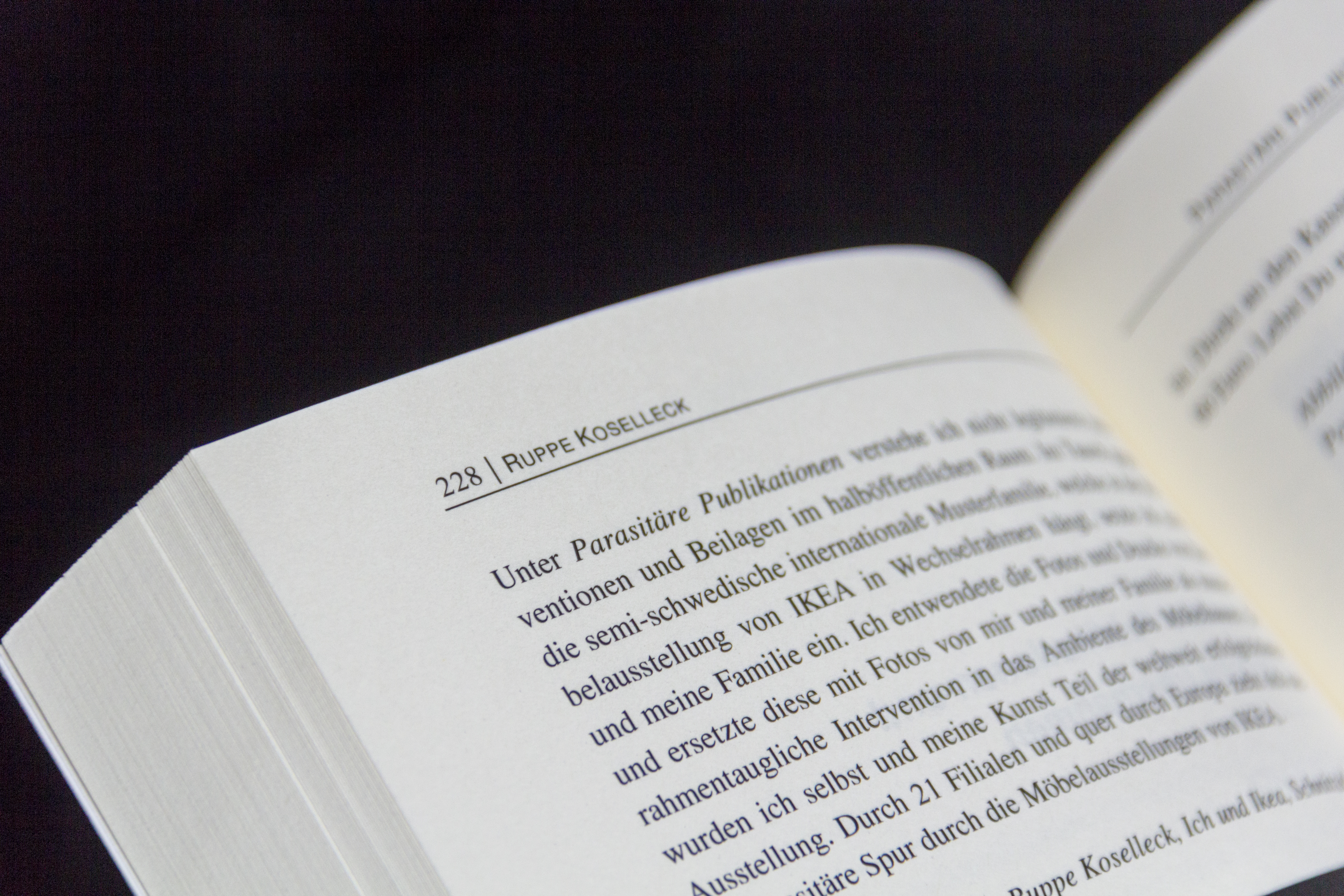
Neživé knižní záhlaví se jménem autora a paginací

Počítačové editory textu umožňují nadefinovat text, který se na jednotlivých stránkách automaticky opakuje. Text záhlaví se může měnit podle tisku liché nebo sudé stránky (stranové převrácení pro recto a verso stránky). Záhlaví se obvykle netiskne na titulní stránku textu.

## Rozdělení záhlaví

### Živé a neživé záhlaví
Záhlaví lze rozdělit na živé a neživé. Živé záhlaví se dynamicky mění podle obsahu na konkrétní straně, často obsahuje název kapitoly nebo části. Neživé záhlaví je v rámci celé publikace stejné. Nejčastěji obsahuje jméno autora a knihy.

### Umístění záhlaví
I když název záhlaví naznačuje umístění v horní části strany, můžeme se setkat i s umístěním na straně nebo v dolní straně stránky. V takovém případě mluvíme o zápatí, to je ale formálně i obsahově stejné jako záhlaví.

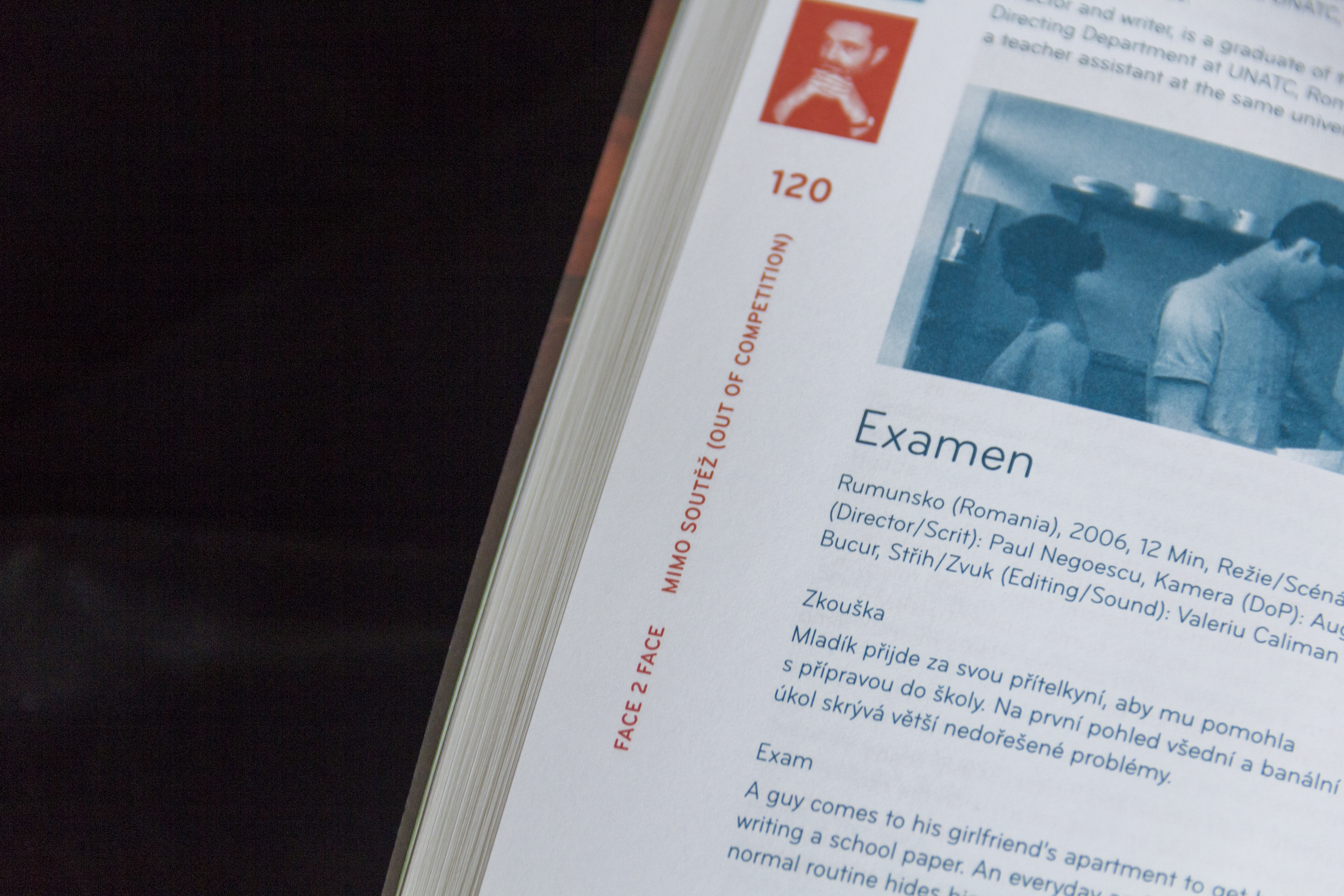
Záhlaví umístěné na straně knihy

## Související články

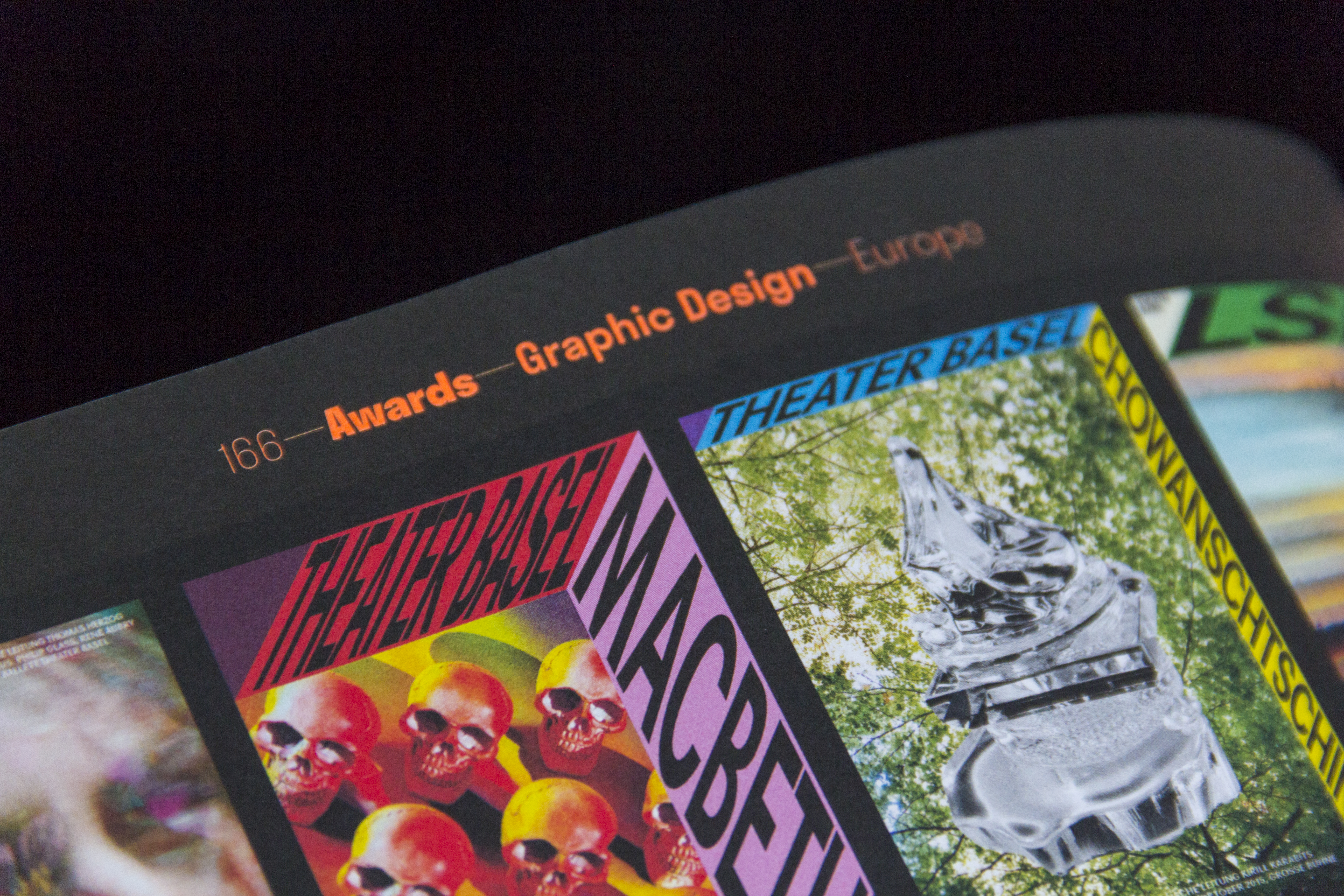
Záhlaví sloužící k orientaci v knize.